# ブラッド・ギルス

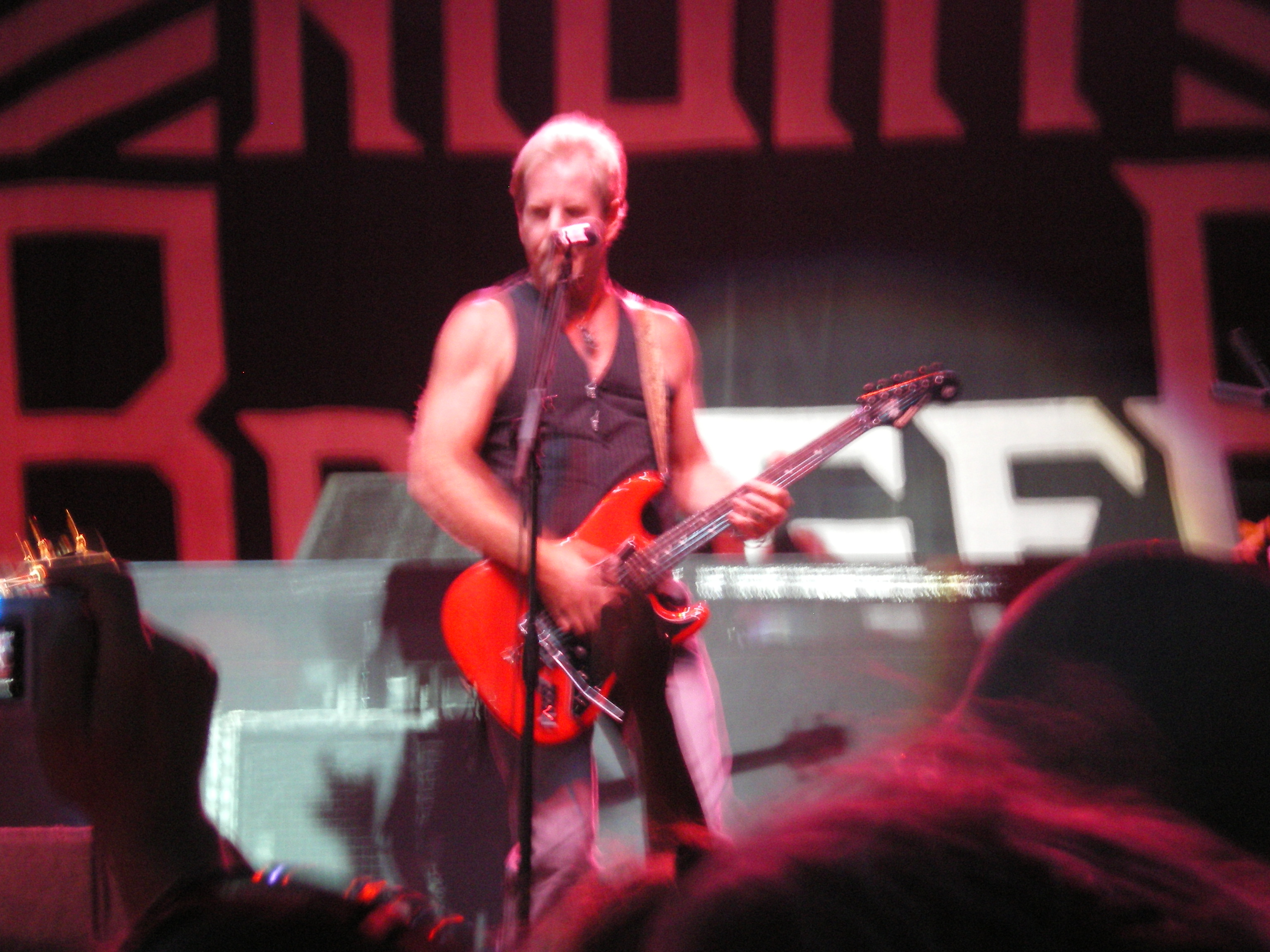
ブラッド・ギルス（2009年）

ブラッド・ギルス（Brad Gillis、1957年6月15日 - ）は、アメリカのロック・バンド、ナイト・レンジャーのギタリストである。

## 略歴
8歳の時にギターを手にし、その後ジミ・ヘンドリックス、ジェフ・ベックと言ったギタリスト達をコピーした。
19歳の時、地元サンフランシスコのファンク・ロック・バンド、ルビコンのジェリー・マルティーニと、後にナイト・レンジャーに参加するジャック・ブレイズから誘いを受け、オーディションの末、加入する。1978年にアルバム『シスコの熱風』でデビューを果たすこのバンドは、同じくサンフランシスコで活躍していたタワー・オブ・パワーのような音楽性だったこともあって、このアルバムではまだブラッドらしい派手なプレイは聴くことはできなかった。続くセカンド・アルバム『夢のアメリカ』（1979年）ではロック色が強くなっており、ブラッドのギター・パートも格段に増えていたが、アルバムを聴く限りでは、後にトレードマークともなるアーミング・プレイは未だ開拓されていなかったと言える。このルビコンはエアロスミスなどと共にカリフォルニア・ジャム2にも出演した。
1979年にルビコンが解散すると、ブラッドとジャック、そして途中からルビコンにツアー・メンバーとして加わったケリー・ケイギー（ドラム、ボーカル）は、よりロック色を濃くしたステレオを結成する。その後、サウンドをさらに強力なものにするためにサミー・ヘイガーのバンドやモントローズのメンバーだったアラン・フィッツジェラルド（キーボード）と、彼の友人だったジェフ・ワトソン（ギター）が加わり、さらにバンド名をレンジャーと改名するが、カントリー・バンドに同名のバンドがいたため、ナイト・レンジャーと改め、ツアーを開始する。
またこの頃（1981年〜1982年）、事故で急死したランディ・ローズの後釜としてオジー・オズボーン・バンドのギタリストに抜擢され一時期在籍したが（来日公演も果たしている）、ナイト・レンジャーがレコード契約に漕ぎ付けたのを期に、ルディ・サーゾの脱退に合わせてバンドを離れ、ナイト・レンジャーに復帰する。
ナイト・レンジャーでは、アーミングを得意とするブラッドと、タッピング奏法を得意とするジェフの個性の違いも話題となったが、5枚のアルバムを残して解散。その後、ソロ・アルバム発表を経て、ケリーと共にナイト・レンジャー名義で『フィーディング・オフ・ザ・モジョ』（1995年）を発表。そしてジャック、ジェフ、アランが戻り、本格的にナイト・レンジャーが再結成された。

## 演奏スタイル
「アーミングの鬼」「フロイド・ローズの申し子」などと称されるように、彼の演奏スタイルの特徴はアームを使ったユニークな奏法にある。
1970年代後半に出現したフロイド・ローズ（ロック式トレモロ・ユニットの一種）はそれまでのトレモロ・ユニットと異なり、構造上、大きく急激な音程変化や長いサステインをチューニングがほぼ保たれたまま得ることが可能で、倍音（ハーモニクス）も出しやすいといった特徴がある。またこのユニットは一般にボディには密着せず浮かせた状態（フローティングと呼ばれる）でセッティングされる。
彼はいち早くフロイド・ローズを手に入れ、これらの特性を生かしてアーム・ダウン、アーム・アップ（共にアーミングの一種）、クリケット奏法や、ハーモニクス＋アーム・アップ/アーム・ダウンなどを効果音的に使用して、独自のスタイルを築いた。
特にアーム・アップは弦を切ってしまうリスクがあるため、あまりそれをやる者はいなかったが、彼がやり始めて以降は、急速に普及した。
また、クリケット奏法は彼が頻繁に駆使しているもので、現在ではジェフ・ベック、スティーヴ・ヴァイなども演奏に取り入れている。

## 使用機材
ギブソン・レスポール・カスタム
1967年製で、オリジナル・フロイド・ローズを搭載。ルビコン時代にはメインとして使われ、オジー・オズボーン・バンド時代には以下のストラトキャスターと半々で使用された。ナイト・レンジャーでは使われていない。現在はワイヤレスシステムも内蔵。
フェンダー・ストラトキャスター
彼が「ベイビー」と呼びトレードマークともなっているのが、赤い改造フェンダー・ストラトキャスターで、元々はネックとボディが外された状態の1960年代製ストラトキャスター（ボディはフェンダー製ではなく、マイティマイトというメーカーが制作したものだとも伝えられている）を知人から貰い、ブラッド自らが修理したのが始まりである。ピックアップ・レイアウトはSSHで、このレイアウトは彼のブレイクとともに競ってコピーされた。オリジナル・フロイド・ローズ搭載。彼のフロイド・ローズは実際にフロイド・ローズ本人がハンドメイドで製作した、ファインチューナーがまだ取り付けられていない最初の個体のうちの一つである。ブラッドはこれをレスポールと交換で手に入れたらしい。改造ストラトのボディに使われている塗料は日産・フェアレディZ用であると雑誌のインタビューでコメントしている。またワイアレスシステムをボディに内蔵しており、ボディ裏側の外周部に沿ってワイアレスシステムのアンテナが埋め込まれている。ネックは1962年製で、塗装は黒。指板は継ぎ足されて、22フレットとなっている。一時、フェルナンデスが契約を結んでコピーモデル(フェルナンデス・ブラッド・ギルス・モデル。ブラッドのサインがヘッドストック先端に施されていたのでシグネイチャー・モデルともいえる)を販売し、本人もサブギターとして使用していたが、本人が使用していたものは市販品と異なり、このベイビーと同様に22フレットは継ぎ足されていた。スーパーストラトの先駆けでもある。
ヘイマー
1980年代後半のナイト・レンジャー時代から、ジェフ・ワトソンと共にヘイマーもほぼメインギターとして使用していた。代表的なモデルは「Scepter」の黒と赤のオリジナル・カラーリング・モデル。ソロ・アルバム第一弾『Gilrock Ranch』（1993年）のジャケット写真に使うほどお気に入りだった。
ポール・リード・スミス・513カスタムメイド
2007年以降この青いポール・リード・スミスがメイン・ギターとなると公言していたが、使い慣れていないためかまだあまり使用されていない模様。同社のモデル「513」を基にオリジナル・フロイド・ローズやワイアレスシステムを内蔵した物であり、特注ギター等を主に製作する「Private Stock」セクションで製作された（そのため、Private Stockモデルを表すイーグルのインレイが施されている）。同じ仕様の赤も製作されている。
アンプは、メサブギーを使用。

## ディスコグラフィ

### ソロ・アルバム
- 『ギルロック・ランチ』 - Gilrock Ranch (1993年)
- 『アリゲーター』 - Alligator (2000年)

### ルビコン
- 『シスコの熱風』 - Rubicon (1978年)
- 『夢のアメリカ』 - America Dreams (1979年)
- 『カリフォリニア・ジャム・2・ライブ』 - California Jam 2 (1978年) ※オムニバス。2曲収録
- 『カリフォルニア・ジャムII 1978』 - California Jam 2 Ontario 1978 (2017年) ※上記の増補盤。4曲収録

### ナイト・レンジャー
- 『ドーン・パトロール』 - Dawn Patrol (1982年)
- 『ミッドナイト・マッドネス』 - Midnight Madness (1983年)
- 『セヴン・ウィッシーズ』 - 7 Wishes (1985年)
- 『ビッグ・ライフ』 - Big Life (1987年)
- 『マン・イン・モーション』 - Man in Motion (1988年)
- 『フィーディング・オフ・ザ・モジョ』 - Feeding off the Mojo (1995年)
- 『ネヴァーランド』 - Neverland (1997年)
- 『セヴン』 - Seven (1998年)
- 『ホール・イン・ザ・サン』 - Hole in the Sun (2007年)
- 『サムホエア・イン・カリフォルニア』 - Somewhere in California (2011年)
- 『ハイ・ロード』 - High Road (2014年)
- 『ドント・レット・アップ』 - Don't Let Up (2017年)
- 『ATBPO ～アンド・ザ・バンド・プレイド・オン～』 - ATBPO（2021年）
- Night Ranger - 40 Years And A Night (2023年) ※With Contemporary Youth Orchestra

### 参加アルバム
- オジー・オズボーン : 『悪魔の囁き』 - Speak of the Devil (1982年)
- ヒア・アンド・エイド : 『スターズ』 - Hear 'n Aid (1985年)
- フィオナ (歌手)（英語版） : 『ハート・ライク・ア・ガン』 - Heart Like a Gun (1989年)
- TMN : 『RHYTHM RED』 - Rhythm Red (1990年)
- デレク・シェリニアン : 『ブラッド・オヴ・ザ・スネイク』 - Blood of the Snake (2006年)
- ヴィシャス・ルーマーズ : 『ウォーボール』 - Warball (2006年)
- ヴィシャス・ルーマーズ : 『レイザーバック・キラーズ』 - Razorback Killers (2011年)
- クイーンズライク : 『フリークエンシー・アンノウン』 - Frequency Unknown (2013年)